# Криштоповка (Харьковская область)
Кришто́повка либо Крыштоповка (укр. Криштопівка) - село,
Криштоповский сельский совет,
Близнюковский район,
Харьковская область, Украина.
Код КОАТУУ — 6320683501. Население по переписи 2001 года составляло 527 (244/283 м/ж) человек.
Являлось административным центром Крыштоповский сельский совет, в который, кроме того, входили сёла
Андреевка,
Дмитровка,
Николаевка Вторая и
Самойловка.

## Географическое положение
Село Криштоповка находится на левом берегу реки Большая Терновка, есть мост.
Село пересекает река Водяной и впадает в реку Большую Терновку.
На противоположном берегу — село Зелёное.

## История
- 1775 — дата основания.
- В 1993 году в селе действовали колхоз имени Кирова, сельсовет, детский сад, клуб, магазины, медпункт, школа, отделение связи.[1]

## Экономика
- В селе при СССР были несколько молочно-товарных ферм.
- «Терновка», сельскохозяйственное ЧП.
- Больница.

## Культура
- Детский сад.
- Школа.
- Стадион.

## Известные люди
- Криштофович, Африкан Николаевич (1885—1953), советский ученый-геолог, палеоботаник, академик, родился в селе Крыштоповка.

## Экология
В одном километре от села проходит аммиакопровод.